# Cantio Records
Cantio Records var ett skivbolag som gav ut flera av Sveriges mest kända artister inom kristen musik under 1970- och 80-talen, till exempel Freda', Badmintons, Bilams Åsna, Tomas Boström, Ellen B, Charlotte Höglund. Skivbolaget Cantio förvärvades senare av skivbolaget Viva som sedermera fick namnet David Media.

## Utgivningar i urval
- Och det hände sig Sonny Peterson & Staffan Sandlund (LP 1979)
- En människa med Freda' (LP 1984)
- Välkommen Hero med Freda' (LP 1986, CD 1993)